# Rinchen Dolma Taring
Pour les articles homonymes, voir Dolma (prénom tibétain).
Rinchen Dolma Taring (tibétain : རིན་ཆེན་སྒྲོལ་མ་ཕྲེང་རིང, Wylie : rin chen sgrol ma phreng ring) aussi écrit Tengring Rinchen Dolma et appelée Mary Taring, née à Lhassa au Tibet en 1910 dans la famille Tsarong et morte le 29 juillet 2000 à Rajpur (en) en Inde est une femme politique, députée, écrivaine tibétaine, et fondatrice de la Tibetan Homes Foundation, foyer pour enfants tibétains ouvert en novembre 1962 à Mussoorie en Inde.

## Biographie
Rinchen Dolma est née dans la maison Tsarong à Lhassa en 1910. Son père est Tsarong Shappe Wangchuk Gyelpo. Sa mère appartient à la famille Yuthok. Alors qu'elle est âgée de deux ans, son père est assassiné et son fils, Samdrup Tsering, est tué alors qu'il se rendait au bureau par des personnes du Kongpo (sud du Tibet). Alors qu'elle est âgée de dix ans, sa mère meurt d'une crise cardiaque.
En 1928, Rinchen Dolma est la quatrième épouse de Tsarong Dzasa, avant qu'elle ne se remarie à Jigmé Taring. Elle eut une fille appelée Tseyang, ou Tsering Yangzom dite Betty-la, elle s'est mariée à Rigzin Namgyal, fils de Raja Taring.
Richen Dolma a commencé ses études à l'école Kirey (Kirey Lobdra tibétain : སྐྱིད་རས་སློབ་གྲྭ, Wylie : skyid ras slob grwa) à Lhassa pendant cinq ans, avant de les poursuivre en Inde. Elle est la première fille tibétaine à partir du Tibet pour aller étudier à Darjeeling en Inde,. David MacDonald, agent commercial britannique à Yatung et Gyantse, l'a encouragée et l'a aidée à commencer ses études à la Mount Hermon School, Darjeeling (en), un pensionnat méthodiste américain à Darjeeling en 1922. À l'école, elle s'appelait Mary Tsarong. Elle et Jigmé Taring qui allait devenir son deuxième mari, ont été les tout premiers Tibétains envoyés à l'étranger pour étudier l'anglais. Elle a passé trois ans à Darjeeling avant de rentrer au Tibet à l'âge de quinze ans.

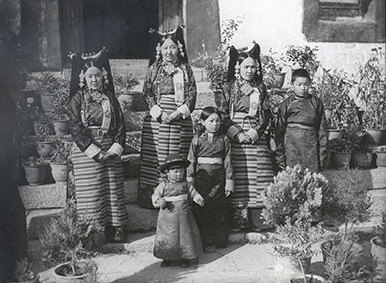
Rinchen Dolma, future Mary Taring, l'épouse de Tsarong Pema Dolkar (la sœur de Mary), Norbu Yudon (l'épouse de Dele Rabden et la sœur de Mary) et les enfants de Tsarong sur les marches de la maison de Tsarong.

Rinchen Dolma est rentrée d'Inde au Tibet quand Tsarong a perdu ses fonctions au gouvernement tibétain et s'est ensuite concentrée sur le commerce. Rinchen Dolma est devenue une assistante importante pour lui en raison de son éducation et de ses compétences linguistiques en anglais. Tsarong a proposé à Rinchen Dolma et lui a suggéré de rester à la Maison Tsarong et de l'aider dans son commerce. Elle a accepté la suggestion et a eu en 1928 une fille avec lui. Appelée Tseyang, ou Tsering Yangzom dite Betty-la, elle s'est mariée à Rigzin Namgyal, fils de Raja Taring. Plus tard, quand leur fille était encore petite, Tsarong se considérant trop âgé arrangea un nouveau mariage pour Rinchen Dolma avec Jigmé Taring. Taring était un prince du Sikkim qui avait vécu au Tibet en tant que Tibétain pendant une longue période. De plus, Jigmé Taring et Rinchen Dolma avaient des expériences éducatives similaires et parlaient tous les deux anglais. Rinchen Dolma et Jigmé Taring se marient en 1930, et eurent deux filles. Jigmé Taring était également un responsable du gouvernement du Tibet. Il était l'interprète principal du 14e dalaï-lama lors de sa fuite en Inde en 1959.
Après le retour des Chinois à Lhassa en 1951, une école de l'armée populaire de libération a été créée en 1952 et Rinchen Dolma a été chargé d'y enseigner la langue tibétaine. Plus tard, elle et d'autres femmes, principalement des épouses de nobles, ont été recrutées dans des organisations telles que l'Association des femmes patriotiques de Lhassa créée par les Chinois. La sœur du dalaï-lama, Tsering Dolma, en a été élue présidente et Rinchen Dolma, vice-président et secrétaire général. En 1955, Rinchen Dolma accompagna Tsering Dolma Taklha et visita Beijing. En 1956, une délégation de femmes tibétaines dirigée par Rinchen Dolma se rendit en Chine pour assister à une réunion de la Fédération des femmes de Chine. Ses deux filles plus jeunes ont eu l'occasion d'étudier à l'école des minorités nationales de Pékin, à l'instar d'autres enfants des fonctionnaires tibétains.
Rinchen Dolma Taring est partie seule, sur une mule, pour l'Inde en 1959, à la suite de la fuite du dalaï-lama en Inde.
En 1960, Rinchen Dolma Taring accompagne la mère du dalaï-lama et lui sert d’interprète quand elle est hospitalisée au St Mary's Hospital à Londres, et séjourne avec elle pendant six semaines dans la maison d'hôtes de la veuve de sir Basil Gould, Cecily, à Freshwater.
Dans les années 1960, elle est député du Parlement tibétain en exil et est une de trois femmes élues de la 2e Assemblée tibétaine en 1964 au nom de la discrimination positive, représentant chacune l'une des trois régions tibétaines.
Secrétaire générale fondatrice du foyer pour enfants tibétains de Mussoorie en 1962, elle a exercé ses fonctions jusqu'en 1975. Le 12 mars 1984, 700 femmes tibétaines dirigées par Rinchen Dolma Taring et Dolma Gyari, alors au TYC, ont organisé un rassemblement à Delhi pour protester contre l'occupation chinoise du Tibet. À l'âge de 90 ans, elle décède à Rajpur (en), près de Dehradun, en Inde, le 29 juillet 2000. Elle a été une des conseillères principales de l'Association des femmes tibétaines en exil jusqu'à sa mort.
Sonam Dolma Brauen et sa mère, Kunsang Wangmo, ont rencontré vers 1970 Rinchen Dolma Taring, qui leur permit respectivement d'être hébergée au foyer des filles à Dehradun et employée au foyer des enfants à Mussoorie.
Rinchen Dolma Taring est la première femme tibétaine ayant écrit son autobiographie en anglais, publiée en 1970.
L'ouvrage de Ann Riquier Paroles de Tibétaines comporte un témoignage de Rinchen Dolma Taring publié en français en 1998.
Le documentaire Mémoires d'une princesse tibétaine de Véronique Bonnet-Nora de 1998 lui est consacré.

## Publication
- Daughter of Tibet: The Autobiography of Rinchen Dolma Taring (Wisdom Tibet Book), 1970  (ISBN 9780861710447)